# Граймс, Скотт
Скотт Граймс (англ. Scott Grimes; род. 9 июля 1971, Лоуэлл, Массачусетс) — американский актёр кино, телевидения и озвучивания, певец и сочинитель песен. Начал сниматься в возрасте 13 лет. Наиболее известен зрителю исполнением роли доктора Арчи Морриса в телесериале «Скорая помощь» (112 эпизодов за 6 лет) и озвучиванием Стива Смита в мультсериале «Американский папаша!» (226 эпизодов за 12 лет).

## Биография
Скотт Ричард Граймс родился 9 июля 1971 года в городе Лоуэлл (Массачусетс). Отца зовут Рик, мать — Пэм. Значительную часть своей юности Скотт провёл в городке Дрэкат того же штата, там же окончил старшую школу. Старшая сестра Скотта — Хитер Граймс (род. 1970), малоизвестная актриса, в 1991—1996 годах снялась в одном телефильме и четырёх эпизодах трёх сериалов. Племянница Скотта — известная актриса Камрин Граймс (род. 1990).
Скотт начал сниматься в возрасте 13 лет: его дебют состоялся в телефильме «История доктора». Два года спустя зрители впервые увидели Граймса на широком экране: он исполнил роль в фильме «Зубастики». Также с 15 лет Скотт выступает как актёр озвучивания.

### Личная жизнь
5 мая 1997 года Граймс женился на девушке по имени Дон Бэйли. 2 апреля 1999 года у пары родилась дочь, которую назвали Мэдисон, а в сентябре 2001 года — сын, которому дали имя Джексон Ричард. В 2007 году Скотт и Дон развелись.
В 2018 году на San Diego Comic-Con International было объявлено, что Скотт встречается с коллегой по телесериалу «Орвилл» Эдрианн Палики. В январе 2019 года пара объявила о помолвке, а 19 мая поженилась в Остине, штат Техас. 22 июля 2019 года Палики подала на развод с Граймсом после двух месяцев брака.

## Избранная фильмография

### Кино
Кроме озвучивания
- 1986 — Зубастики / Critters — Брэд Браун
- 1988 — Зубастики 2: Основное блюдо / Critters 2: The Main Course — Брэд Браун
- 1989 — Ночная жизнь[англ.] / Night Life — Арчи Мелвилл
- 1995 — Багровый прилив / Crimson Tide — офицер Хилейр
- 1999 — Тайна Аляски / Mystery, Alaska — Брайан «Птичка» Бёрнс
- 2010 — Робин Гуд / Robin Hood — Уилл Скарлет[англ.]
- 2014 — Любовь сквозь время / Winter's Tale — извозчик
- 2023 — Оппенгеймер / Oppenheimer — советник Штраусса

### Телевидение
Кроме озвучивания
- 1984 — Ночь, когда спасли Рождество[англ.] / The Night They Saved Christmas — Дэвид
- 1985 — Отель / Hotel — Джош Гилмор (1 эпизод)
- 1985 — Сумеречная зона / The Twilight Zone — Кенни (в эпизоде «Потерянный мальчик»)
- 1986—1987 — Кто здесь босс? / Who's the Boss? — Чэд Маккэн (2 эпизода)
- 1988 — Чарльз в ответе / Charles in Charge — Гэри Марлин (1 эпизод)
- 1989 — Звёздный путь: Следующее поколение / Star Trek: The Next Generation — Эрик (в эпизоде «Эволюция»[англ.])
- 1990 — Два моих отца[англ.] / My Two Dads — Джордан (1 эпизод)
- 1990 — Джамп-стрит, 21 / 21 Jump Street — Кристофер Майклс (1 эпизод)
- 1992 — Крылья[англ.] / Wings — Марти (1 эпизод)
- 1994—2000 — Нас пятеро / Party of Five — Уилл Маккоркл (70 эпизодов)
- 2001 — Братья по оружию / Band of Brothers — сержант Дональд Джи. Маларки (10 эпизодов)
- 2003 — Властелин легенд / Dreamkeeper — рыжеволосый странник / Техан
- 2003—2009 — Скорая помощь / ER — доктор Арчи Моррис[англ.] (112 эпизодов)
- 2010 — Декстер / Dexter — Алекс Тилден (1 эпизод)
- 2011 — Морская полиция: Спецотдел / NCIS — детектив Дэнни Прайс (1 эпизод)
- 2011 — Закон Хэрри / Harry's Law — Бен (1 эпизод)
- 2012 — Форс-мажоры / Suits — Томас Уолш (1 эпизод)
- 2012—2014 — Дело Дойлов[англ.] / Republic of Doyle — Джимми О’Рурк (4 эпизода)
- 2013 — Мыслить как преступник / Criminal Minds — Донни Бидуэлл (1 эпизод)
- 2013, 2017 — Морская полиция: Лос-Анджелес / NCIS: Los Angeles — специальный агент Дейв Флинн (3 эпизода)
- 2014 — Бесстыдники / Shameless — доктор Зэбел (1 эпизод)
- 2015 — Правосудие / Justified — Морской Окунь (6 эпизодов)
- 2016 — Закон и порядок: Специальный корпус / Law & Order: Special Victims Unit — Том Циммерман (1 эпизод)
- 2017 — Орвилл / The Orville — Гордон Мэллой (13 эпизодов)

### Озвучивание
Кино и телевидение
- 1987 — Пиноккио и Император ночи[англ.] / Pinocchio and the Emperor of the Night — Пиноккио
- 1993 — Легенда о принце Валианте[англ.] / The Legend of Prince Valiant — Эрик (1 эпизод)
- 2005 — наст. время — Американский папаша! / American Dad! — Стив Смит (226 эпизодов)
- 2011—2015 — Гриффины / Family Guy — Кевин Суонсон (10 эпизодов)
- 2012 — Насыщенные фруктозой приключения Назойливого Апельсина[англ.] / The High Fructose Adventures of Annoying Orange — пончик Ларри (1 эпизод)

## Музыкант
С 1986 года Скотт Граймс профессионально поёт, в частности, в марте 1986 года появился в телешоу Боба Хоупа, где исполнил песню «Где-то над радугой». Ныне Граймс записывает свои композиции под лейблом A&M Records. На его счету три альбома: Scott Grimes (1989), Livin' on the Run (2005) и Drive (2010). Самая известная песня Граймса — Sunset Blvd с альбома Livin' on the Run, которая в чарте US Billboard Hot Adult Contemporary Tracks достигла 18-й позиции и провела в нём несколько недель.

## Награды и номинации
С полным списком кинематографических наград и номинаций Скотта Граймса можно ознакомиться на сайте IMDb.
В 1987 году Скотт Граймс номинировался на премию «Сатурн» от Академии научно-фантастических, фэнтэзийных и фильмов ужасов в категории «Лучшее выступление молодого актёра» за роль в фильме «Зубастики», но не получил награды.

В 1986, 1987, 1988, 1989 и 1992 годах пять раз номинировался на премию «Молодой актёр» в разных категориях за разные фильмы, но ни разу не выиграл награды.